# Bouyon
Bouyon é uma comuna francesa na região administrativa da Provença-Alpes-Costa Azul, no departamento Alpes Marítimos. Estende-se por uma área de 12,29 km², com  (Bouyonnais) 352 habitantes, segundo os censos de 1999, com uma densidade de 28 hab/km².